# Real Madrid Baloncesto 2006-2007
Questa voce raccoglie le informazioni riguardanti il Real Madrid Baloncesto nelle competizioni ufficiali della stagione 2006-2007.

## Stagione
La stagione 2006-2007 del Real Madrid Baloncesto è la 51ª nel massimo campionato spagnolo di pallacanestro, la Liga ACB.

## Roster
Aggiornato al 14 luglio 2020.
| Real Madrid 2006-07 | Real Madrid 2006-07 |
| Giocatori           | Staff tecnico       |
| ------------------- | ------------------- |

| N. | Naz.                                       | Ruolo | Nome                      | Anno | Alt.   | Peso   |  |
| -- | ------------------------------------------ | ----- | ------------------------- | ---- | ------ | ------ |  |
| 4  | Stati Uniti (bandiera) · Spagna (bandiera) | AC    | Venson Hamilton           | 1977 | 207 cm | 109 kg |  |
| 5  | Spagna (bandiera)                          | PG    | Richard Nguema            | 1988 | 192 cm |        |  |
| 6  | Spagna (bandiera)                          | AG    | Pablo Aguilar             | 1989 | 203 cm | 103 kg |  |
| 6  | Francia (bandiera)                         | AC    | Jérôme Moïso              | 1978 | 208 cm | 104 kg |  |
| 7  | Stati Uniti (bandiera)                     | G     | Charles Smith             | 1975 | 193 cm | 88 kg  |  |
| 8  | Montenegro (bandiera)                      | C     | Blagota Sekulić           | 1982 | 209 cm | 116 kg |  |
| 9  | Spagna (bandiera)                          | AC    | Felipe Reyes (C)          | 1980 | 203 cm | 112 kg |  |
| 11 | Spagna (bandiera)                          | AC    | Jan Martín                | 1984 | 203 cm | 99 kg  |  |
| 12 | Serbia (bandiera)                          | C     | Ratko Varda               | 1979 | 216 cm | 118 kg |  |
| 12 | Slovenia (bandiera)                        | A     | Marko Milič               | 1977 | 200 cm | 110 kg |  |
| 15 | Spagna (bandiera)                          | AP    | Álex Mumbrú               | 1979 | 202 cm | 102 kg |  |
| 16 | Spagna (bandiera)                          | C     | Eduardo Hernández-Sonseca | 1983 | 212 cm | 110 kg |  |
| 17 | Belgio (bandiera)                          | AG    | Axel Hervelle             | 1983 | 205 cm | 110 kg |  |
| 19 | Turchia (bandiera)                         | P     | Kerem Tunçeri             | 1979 | 191 cm | 85 kg  |  |
| 21 | Bosnia ed Erzegovina (bandiera)            | C     | Nedžad Sinanović          | 1983 | 221 cm | 110 kg |  |
| 22 | Stati Uniti (bandiera)                     | G     | Louis Bullock             | 1976 | 185 cm | 80 kg  |  |
| 23 | Spagna (bandiera)                          | PG    | Sergio Llull              | 1987 | 190 cm | 94 kg  |  |
| 24 | Spagna (bandiera)                          | G     | Raül López                | 1980 | 182 cm | 84 kg  |  |
| 33 | Croazia (bandiera)                         | GA    | Marko Tomas               | 1985 | 201 cm | 95 kg  |  |
| -  | Spagna (bandiera)                          | A     | David Marina              | 1988 | 200 cm |        |  |

| Allenatore                                                         |
| - Joan Plaza                                                       |
| Assistente/i                                                       |
| - Jenaro Díaz Legenda - (C) Capitano - (IN) Inattivo - Infortunato |

## Mercato

### Sessione estiva
| Acquisti | Acquisti          | Acquisti          | Acquisti      | Acquisti |
| R.a      | Nome              | da                | Modalità      |          |
| -------- | ----------------- | ----------------- | ------------- | -------- |
| C        | Ratko Varda       | Kyiv-Basket       | definitivo    |          |
| AP       | Álex Mumbrú       | Joventut Badalona | definitivo    |          |
| G        | Charles Smith     | Efes Pilsen       | definitivo    |          |
| AC       | Jan Martín        | P. Castellón      | definitivo    |          |
| P        | Kerem Tunçeri     | Beşiktaş          | definitivo    |          |
| P        | Raül López        | Girona            | definitivo    |          |
| AC       | José Ángel Antelo | Saragozza         | fine prestito |          |

| Cessioni | Cessioni          | Cessioni         | Cessioni       | Cessioni |
| R.       | Nome              | a                | Modalità       |          |
| -------- | ----------------- | ---------------- | -------------- | -------- |
| G        | Alex Scales       | Aris Salonicco   | fine contratto |          |
| G        | Igor Rakočević    | Saski Baskonia   | fine contratto |          |
| AP       | Mickaël Gelabale  | Seattle S.Sonics | fine contratto |          |
| G        | Filip Videnov     | Siviglia         | fine contratto |          |
| P        | Josh Fisher       | Murcia           | fine contratto |          |
| PG       | Moustapha Sonko   | Alicante         | fine contratto |          |
| GA       | Héctor García     | Breogán          | fine contratto |          |
| P        | Oscar González    | Manresa          | fine contratto |          |
| AC       | José Ángel Antelo | Bilbao Berri     | prestito       |          |

### Dopo l'inizio della stagione
| Acquisti | Acquisti        | Acquisti          | Acquisti        | Acquisti   |
| R.       | Nome            | da                | Data            | Modalità   |
| -------- | --------------- | ----------------- | --------------- | ---------- |
| A        | Marko Milič     | Olimpija Lubiana  | 19 gennaio 2007 | definitivo |
| C        | Blagota Sekulić | PAOK Salonicco    | 21 gennaio 2007 | definitivo |
| PG       | Sergio Llull    | Manresa           | 10 maggio 2007  | definitivo |
| AC       | Jérôme Moïso    | Fortitudo Bologna | 11 maggio 2007  | definitivo |

| Cessioni | Cessioni    | Cessioni         | Cessioni   | Cessioni    |
| R.       | Nome        | a                | Data       | Modalità    |
| -------- | ----------- | ---------------- | ---------- | ----------- |
| A        | Marko Milič | Olimpija Lubiana | marzo 2007 | rescissione |